# Detroit Electric
El Detroit Electric era un coche eléctrico producido por la Compañía Automovilística Eléctrica Anderson de Detroit, Míchigan. La empresa construyó unos 13.000 coches eléctricos entre 1907 y 1939.
Detroit Electric también es una marca moderna de automóviles totalmente eléctricos, propiedad de Detroit Electric Holding Ltd de Holanda desde 2008.

## Historia

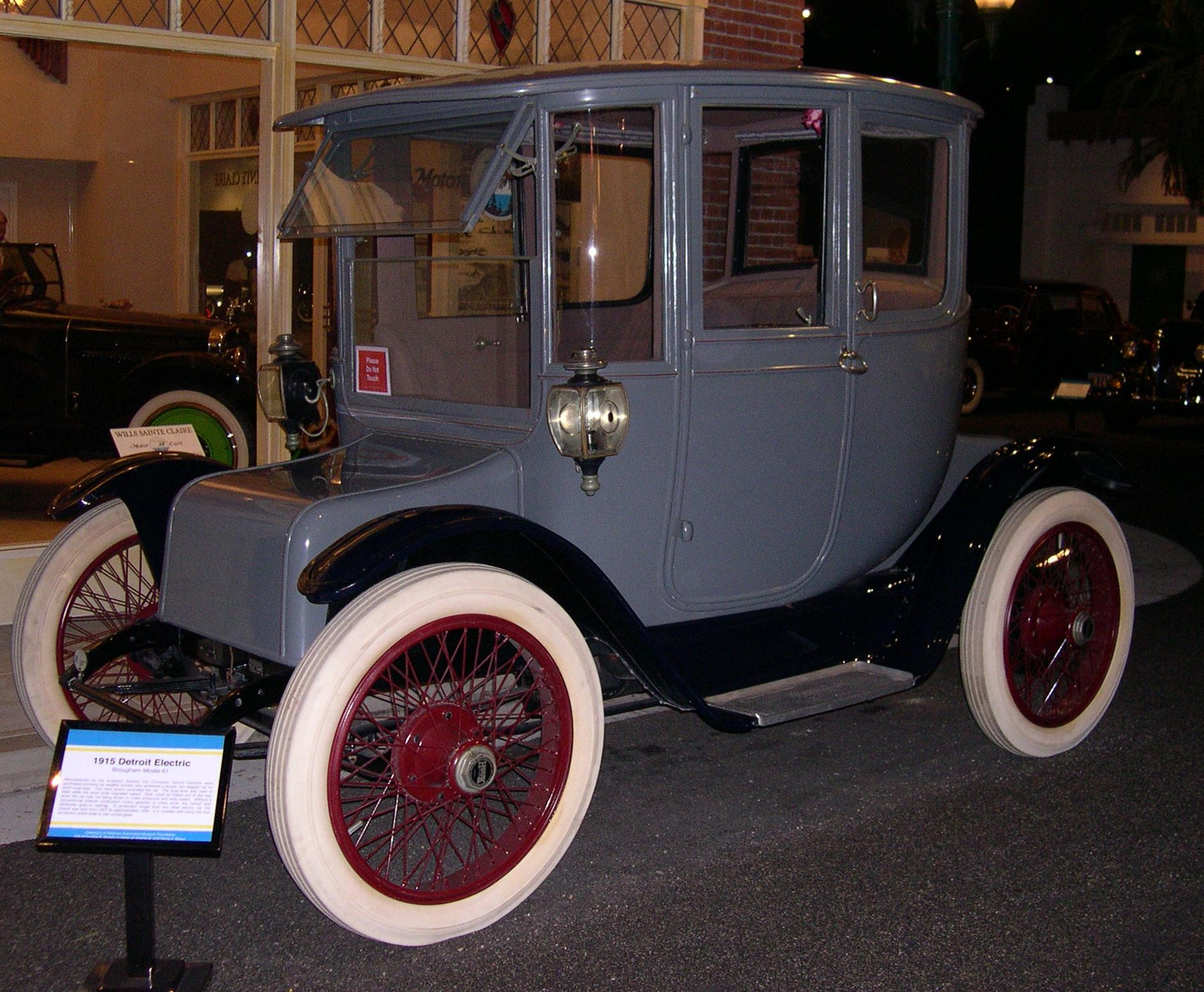
Detroit Electric Brougham de 1915

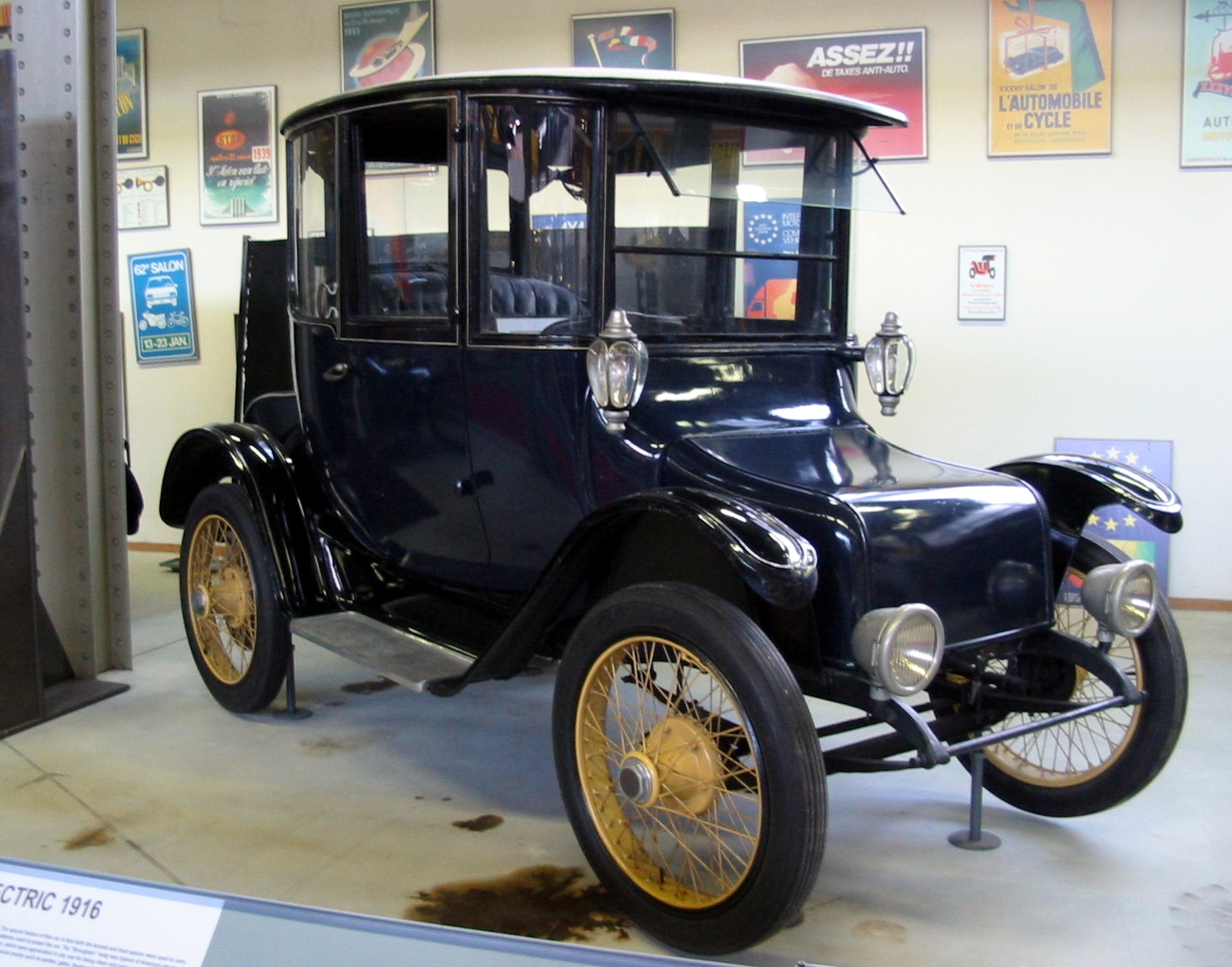
Detroit Electric de 1916 en el Museo Autoworld de Bruselas

La empresa Anderson había sido conocida anteriormente como Anderson Carriage Company (hasta 1911), produciendo carruajes desde 1884. La producción del automóvil eléctrico, alimentado por una batería de plomo y ácido recargable, comenzó en 1907. Entre 1911 y 1916, por unos 600 dólares adicionales, se podía disponer de una batería de níquel-hierro Edison. Se anunció que los automóviles tenían una autonomía entre recargas de la batería de 80 mi (129 kilómetros) de manera fiable, aunque en una prueba un Detroit Electric recorrió 211,3 mi (340,1 kilómetros) con una sola carga. La velocidad máxima de solo unas 20 mph (32 kilómetros por hora) por entonces se consideraba adecuada para circular dentro de los límites de una ciudad o pueblo.
Hoy en día, los pocos ejemplares en condiciones de funcionar que aún son de propiedad privada pueden tener dificultades para obtener el permiso de circulación en algunos países, debido a su muy baja velocidad. En la actualidad, debido al paso del tiempo que afecta a la eficiencia de los motores, y al tener que usar baterías que no son tan potentes o eficientes como las baterías originales (dado que las baterías de los automóviles modernos no están diseñadas para proporcionar una salida continua), muchos de estos coches solo pueden lograr su velocidad máxima cuesta abajo, o con viento favorable. Las unidades en condiciones de funcionar solo son utilizadas raramente y para distancias cortas. Estas unidades suelen pesar más que cuando fueron construidas, puesto que los propietarios suelen instalar aproximadamente 14 baterías de automóvil y un cargador, en lugar de las baterías originales que pesan mucho menos. Además, los juegos de baterías modernas tienen una vida útil relativamente corta.
El Detroit Electric se vendió principalmente a conductores y médicos que deseaban un arranque fiable e inmediato, sin el laborioso arranque manual con una manivela que se requería con los primeros coches con motor de combustión interna. Una sutil muestra del refinamiento del diseño de este automóvil fue el primer uso de un vidrio de ventana curvo en un automóvil de producción, una característica costosa y compleja de fabricar.
La producción de la compañía alcanzó su punto máximo en la década de 1910, cuando vendió entre 1000 y 2000 automóviles al año. Hacia el final de la década, la compañía vio favorecidas sus ventas por el alto precio de la gasolina durante la Primera Guerra Mundial. En 1920, el nombre de la compañía Anderson se cambió a The Detroit Electric Car Company como fabricante de automóviles separado del negocio de carrocerías (que se convirtió en parte de Murray Body) y en el negocio de motores/reguladores (Elwell-Parker).
A medida que los automóviles con motores de combustión interna mejorados se volvieron más comunes y económicos, las ventas del Electric bajaron en la década de 1920, pero la empresa continuó produciendo unidades del Detroit Electric hasta después del desplome del mercado de valores de 1929. La compañía se declaró en bancarrota, pero fue adquirida y mantuvo su negocio a una escala más limitada durante algunos años, fabricando automóviles en respuesta a pedidos especiales. El último Detroit Electric se sirvió el 23 de febrero de 1939 (aunque estuvieron disponibles hasta 1942), pero en sus últimos años se fabricaron solo en cantidades muy pequeñas. Entre 1907 y 1939 se construyeron un total de 13.000 coches eléctricos.
Entre las personas notables que poseían automóviles de Detroit Electric se encontraban Thomas Alva Edison, Lizzie Borden, Charles Proteus Steinmetz, Mamie Eisenhower y John D. Rockefeller, Jr., que poseía dos coches descapotables biplaza del modelo 46. Clara Ford, la esposa de Henry Ford, condujo un Detroit Electric desde 1908, cuando Henry le compró un cupé modelo C con un asiento especial para niños. Su tercer automóvil fue un  Modelo 47 brougham de 1914.
Los Detroit Electric se pueden ver en varios museos de automóviles, como el Forney Transport Museum en Denver Colorado, el Museo Belga AutoWorld de Bruselas, el Museo Henry Ford en Dearborn (Míchigan) y el Museum Autovision en Altlußheim, Alemania. Un ejemplar restaurado y operativo, propiedad del Union College, se conserva en el Edison Tech Center en Schenectady. También existe un modelo de 1914 restaurado y en pleno funcionamiento localizado cerca de Frankenmuth (Míchigan).

## Reaparición de la marca

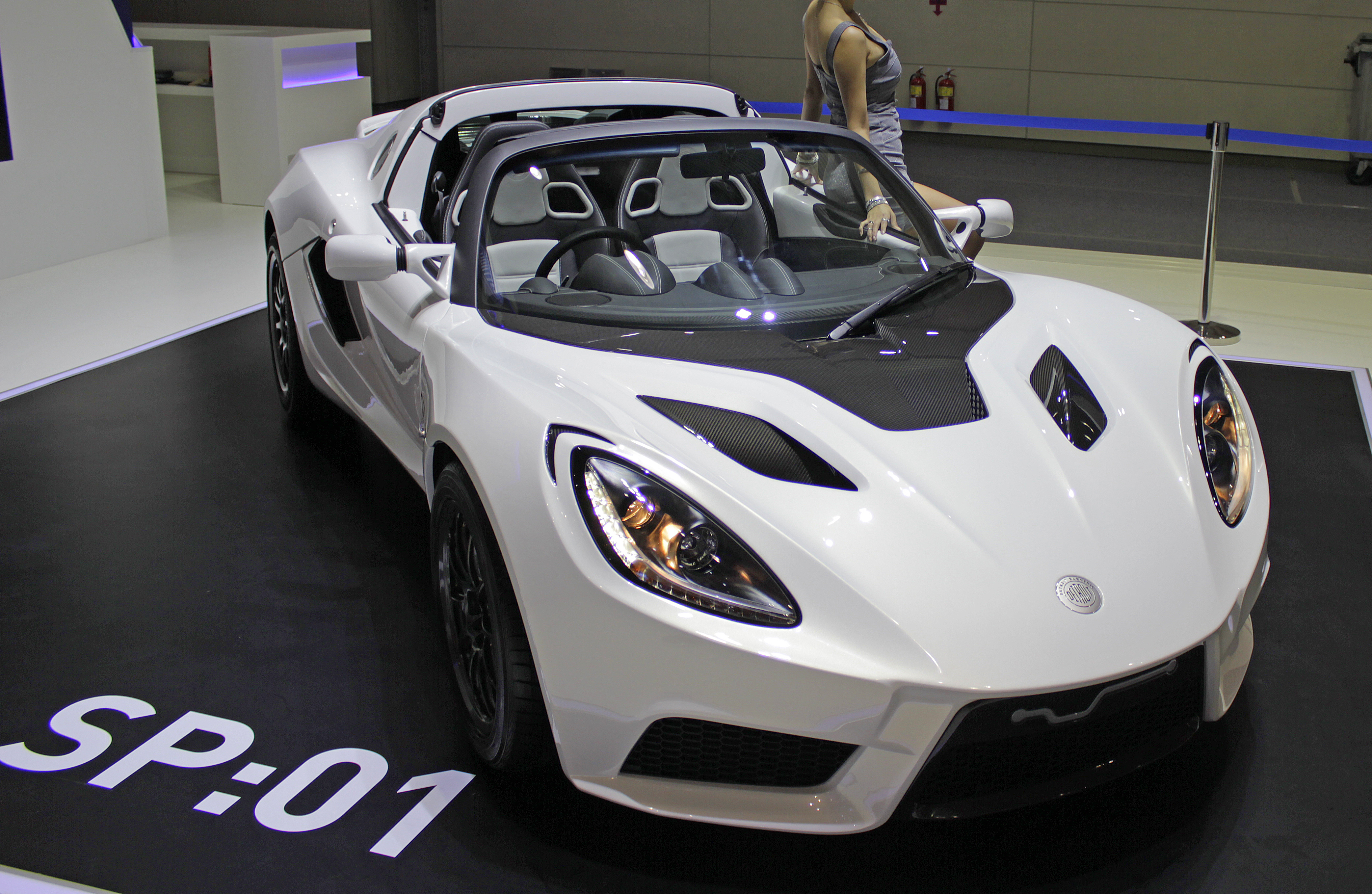
Detroit Electric SP:01

Detroit Electric Holdings Ltd. fabrica y distribuye vehículos eléctricos, incluidos automóviles eléctricos. La compañía ofrece sus productos en Europa, Estados Unidos y Asia. Tiene su sede en Lochem, Países Bajos.
En 2008, la marca fue revivida por Albert Lam, ex CEO de Lotus Engineering Group. En 2013, la compañía presentó su primer vehículo, el Detroit Electric SP:01, un descapotable biplaza de altas prestaciones en la categoría de automóvil deportivo, basado en el Lotus Elise. Originalmente, Detroit Electric tenía la intención de realizar el SP:01 en los Estados Unidos, pero finalmente se trasladó a Inglaterra con una sede europea en los Países Bajos. Detroit Electric y su distribuidor en Hong Kong comenzaron a buscar un socio chino en 2016.
En 2017 ha firmó un acuerdo para fabricar SUV eléctricos en China. El acuerdo implica la creación de una empresa conjunta con las empresas locales China Smarter Energy Group (CSE) y la Corporación de Desarrollo de Parques Industriales de Tecnología Ambiental de China Yixing (ES&TP).